# Arnold III van Rode
Arnold III van Rode was heer van Rode rond 1160 en telg uit het adellijke geslacht Van Rode. Hij was de zoon van Gijsbert I van Rode. Zijn broer was Godfried van Rode, kanunnik en auteur van de vita van de Heilige Oda van Brabant. Een van zijn kinderen was Roelof Rover van Rode, die hem op latere leeftijd opvolgde als heer van Rode.